# Прокляття знання
Ефект прокляття знання — це когнітивне упередження, коли краще поінформованим людям надзвичайно важко думати про проблему з точки зору менш поінформованих людей. Ефект так чи інакше характерний для всіх людей. Наприклад, вузькі спеціалісти часто говорять зі співрозмовниками, які належать до інших професій, власним професійним жаргоном, бо їм важко уявити, що співрозмовник їх не розуміє (окремі приклади: медичні працівники до пацієнтів, юристи до підзахисних чи підслідних, страховики до страхувальників тощо).
Ефект був вперше описаний в друкованих виданнях американськими економістами Коліном Камерером, Джорджем Левінстайном та Марком Вебером, хоча вони вказували Робіна Гоґарта як автора цього терміна.

## Історія
Хоча економісти Колін Камерер, Джордж Левінстайн та Марк Вебер були першими, хто описав «прокляття знання» та фактично надав визначення цьому феномену, та навіть за їх власним визнанням вони не були перші, хто вивчав або документував даний ефект. З іншого боку, у своїй публікації вони зазначають, що: «Всі попередні свідчення про прокляття знання збиралися у психологічних дослідженнях індивідуальних суджень», відсилаючи читачів до роботи 1975 року Баруха Фішгоффа, яка також стосувалась упередження погляду у минуле.

## Застосування
Колін Камерер, Джордж Левінстайн та Марк Вебер взяли за основу психологічні дослідження ефекту «прокляття знання», але застосували його до економіки для пояснення, чому та як не є правильним припущення, що краще проінформовані агенти ринку можуть добре передбачати судження та рішення менш поінформованих агентів. Вони також використали цей ефект для пояснення виявленого ними факту, що торгові агенти, які краще поінформовані про свій продукт, насправді часто здійснюють менші продажі ніж їх менш поінформовані колеги. Вважається, що краще поінформовані агенти не можуть ігнорувати додаткову інформацію, якою вони володіють про продукт, і таким чином є «проклятими» і не можуть продавати його за ціною, яка більш наївним агентам здається прийнятною.
Пізніше дослідники поєднали упередження «прокляття знання» з обґрунтуванням на підставі хибного переконання у дітей та дорослих, а також із ускладненнями розвитку теорії розуму (англ. theory of mind) у дітей. Зазначається, що упередження прокляття знання суттєво зменшується у дорослих у порівнянні з дітьми, для яких ефект надзвичайно великий; однак він присутній і у дорослих: «знання стає більш сильним прокляттям у поєднанні з обґрунтуванням (навіть прихованим) щодо завищення власної оцінки про знання інших» (напр., співрозмовників, читачів, слухачів).
В одному з експериментів, проведеному в 1990 році, 50 учасників поділили на 2 групи. Людина з першої групи учасників «настукувала» дуже відому пісню на столі (яку обирала з запропонованих 25 варіантів), а з другої — слухала та намагалася впізнати пісню. Деякі «стукачі» потім описували, що під час стуку вони практично чули мелодію в себе в голові. В цілому, близько 50% «стукачів» вважали, що їх партнер-слухач здогадався, що це була за пісня, за їхнім стуком; але насправді лише 2,5% слухачів змогли вгадати пісню (було вгадано лише 3 зі 120 «простукувань»).
Вважається, що причиною такої суттєвої розбіжності (між оцінкою та фактом) у 20 разів, є те, що «стукачі» знали назву пісні, яку вистукували і їм було практично неможливо уявити, як це її не вгадати.
Пов'язаним до результатів цього дослідження є феномен, з яким стикаються гравці у гру крокодил: тому, хто показує загадане слово, дуже важко зрозуміти, чому учасники його команди ніяк не можуть вгадати те, що він показує пантомімою.
Також було запропоновано, що прокляття знання може надати більшого розуміння до проблеми викладання (передачі знань).
Техніки свідомого подолання «прокляття знання» використовуються в комунікаціях: при навчанні веденню успішних переговорів, публічних виступів тощо.